# William Creaghan
William Lawrence Marven Creaghan (1922-2008) est un avocat et un homme politique canadien du Nouveau-Brunswick.

## Biographie
William Creaghan naît le 30 mai 1922 à Newcastle, au Nouveau-Brunswick. Il participe à la Seconde Guerre mondiale et devient échevin de la ville de Moncton de 1952 à 1958. Parallèlement, il se lance en politique fédérale et brigue le siège de député fédéral de la circonscription de Westmorland en 1957 pour le compte du parti progressiste-conservateur mais il est battu par Henry Murphy (en). Il remporte toutefois le siège aux élections suivantes le 31 mars 1958 face au même opposant mais perd à nouveau en 1962, cette fois face à Sherwood Rideout (en).
Il est mort le 1er octobre 2008 à Frédéricton.